# Medizin- und Pharmaziehistorische Sammlung der Universität Kiel

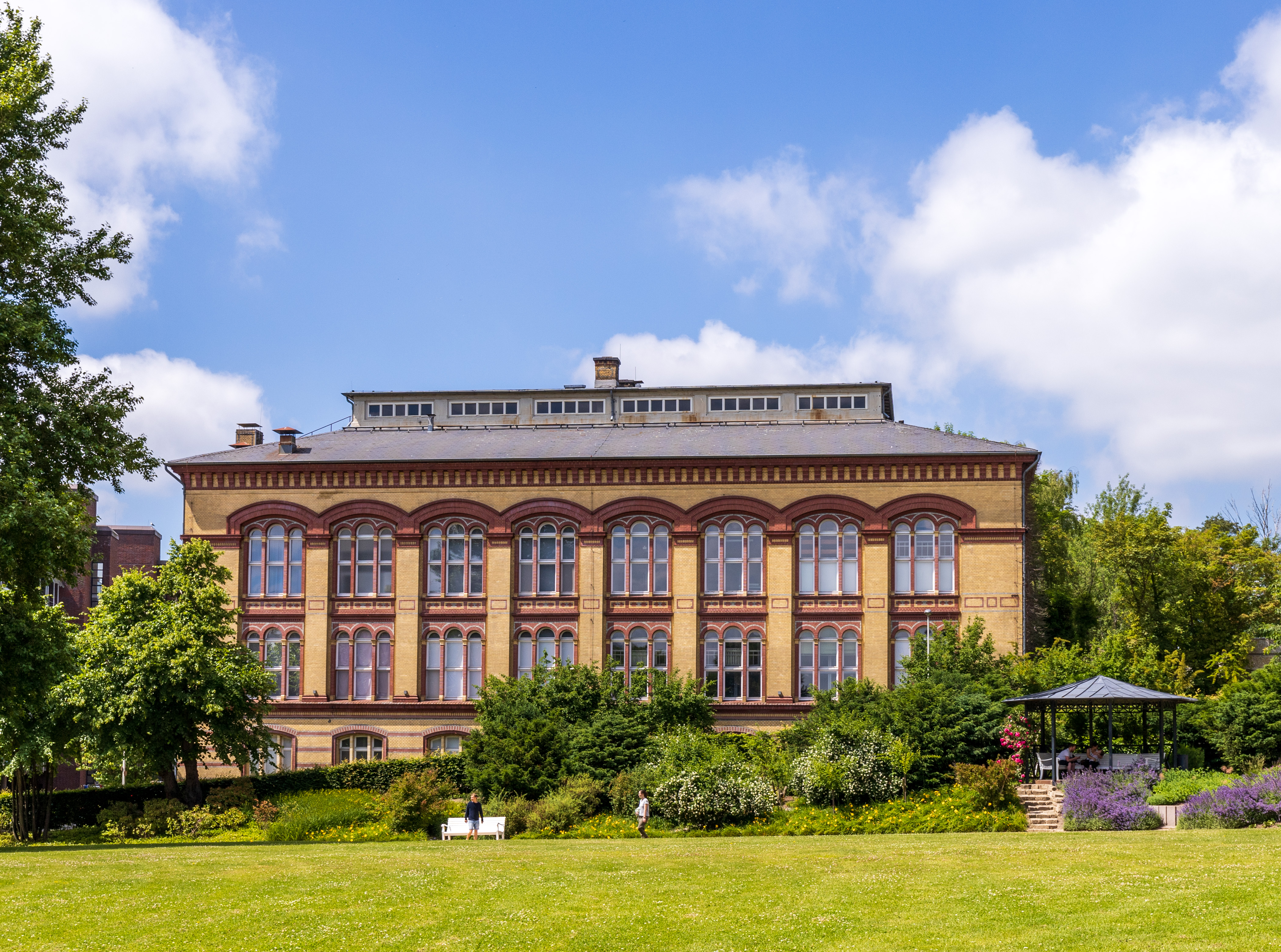
Medizin- und Pharmaziehistorische Sammlung der Universität Kiel

Die Medizin- und Pharmaziehistorische Sammlung der Christian-Albrechts-Universität zu Kiel gehört zur Medizinischen Fakultät. Hervorgegangen ist sie aus dem ehemaligen Institut für Geschichte der Medizin und Pharmazie der Universität. Sie wird seitdem von Eva Fuhry geleitet.

## Geschichte
Den Grundstock bildete eine Schenkung des Schweizer Ehepaares Rolf und Danuta Stäheli, die 1987 einen erheblichen Teil ihrer Privatsammlung dem damaligen Institut für Geschichte der Medizin und Pharmazie überließen. Außerdem unterstützt die Gesellschaft der Förderer der Medizin- und Pharmaziehistorischen Sammlung finanziell und materiell den Ausbau der Sammlung.
Neben einer repräsentativen Auswahl von Sachzeugnissen aus den Bereichen der Medizin und Pharmazie liegt der Sammlungsschwerpunkt auf der Bewahrung von Zeugnissen der Geschichte der Kieler Universitätskliniken und der Pharmazeutischen Institute sowie der Überlieferung der Medizin- und Pharmaziegeschichte Schleswig-Holsteins. Ein weiterer Schwerpunkt des Objektbestandes liegt im Bereich der Röntgentherapie und -diagnostik.

## Objekte
Die Sammlung besteht aus einem medizinhistorischen und einem pharmaziehistorischen Teil. Der medizinhistorische Bereich zeigt Instrumente und Geräte bis ins 20. Jahrhundert, eine  Auswahl an Objekten der Ethno- und Volksmedizin sowie Utensilien der Körperpflege. Eine  Internisten-Praxis mit Behandlungszimmer, Röntgenzimmer und Labor soll Eindrücke eines Arztbesuches in der ersten Hälfte des 20. Jahrhunderts vermitteln. Einen Einblick in die Geschichte der medizinische Ausbildung an der Kieler Universität gewähren etwa 500 pathologische und gerichtsmedizinische Feuchtpräparate sowie eine geburtshilfliche Lehrsammlung krankhafter Beckendeformitäten aus dem 19. Jahrhundert, die der Kieler Geburtshelfer Gustav Adolf Michaelis in den 1840er Jahren zusammengetragen hat. Die gesammelten Becken lieferten die Grundlage für Michaelis’ Werk „Das enge Becken“ und die Entwicklung der Theorie von der Michaelis-Raute. Auch der Bereich der Kriegschirurgie, der durch den Kieler Chirurgen Friedrich von Esmarch in der zweiten Hälfte des 19. Jahrhunderts stark geprägt wurde, hat seinen Raum.
In der pharmaziehistorischen Ausstellung finden sich vor allem Zeugnisse aus privilegierten Apotheken Schleswig-Holsteins. Apothekengefäße, Waagen, Geräte der vorindustriellen Arzneimittelherstellung sowie Drogen werden in historischen Apotheken-Einrichtungen präsentiert. Teil der Sammlung sind ein niederländisches Heilpflanzen-Herbarium von 1684 sowie die Material- und Giftkammer der St. Jakobiapotheke aus Lübeck mit zugehöriger Stoßkammer und Labor.
Das Museum verfügt über eine öffentliche medizin- und pharmaziehistorische Präsenzbibliothek.